# Flavanonole

3-Hydroxyflavan-4-on – Grundgerüst der Flavanonole (2R,3R-Konfiguration)

Die Flavanonole (Syn: Dihydroflavonole) sind eine Untergruppe sekundärer Pflanzenstoffe innerhalb der Stoffgruppe der Flavonoide. Sie unterscheiden sich strukturell von dem ihnen zugrunde liegenden Flavan durch eine zusätzliche Hydroxygruppe in Position 3 und eine zusätzliche Ketogruppe in Position 4. Das Grundgerüst der Flavanonole ist somit die Verbindung 3-Hydroxyflavan-4-on.

## Struktur
Wie die Flavanole und die Leukoanthocyanidine besitzen die Flavanonole zwei Chiralitätszentren an den Kohlenstoffatomen C2 und C3, so dass es zu einer Konstitutionsformel immer jeweils vier mögliche Konfigurationen gibt: (2R,3R), (2S,3S), (2R,3S) und (2S,3R). Dabei ist bei den Flavanonolen die (2R,3R)-Konfiguration bei weitem die gängigste Konfiguration, aber es gibt Flavanonol-Typen wie beispielsweise die Glycoside Astilbin und Engeletin, für die alle vier möglichen Konfigurationen gefunden wurden.
Die einzelnen Flavanonole unterscheiden sich voneinander durch das Substitutionsmuster des 3-Hydroxyflavan-4-on-Grundgerüsts mit Hydroxygruppen und durch die Art der weiteren Derivatisierung dieser hydroxylierten 3-Hydroxyflavan-4-one durch u. a. O-Alkylierung, meist in der Form von O-Methylierung und/oder durch die O-glycosidische Anbindung von Saccharid-Resten unter Bildung von Glycosiden. Weitere Derivatisierungsarten sind C-Alkylierung, Acylierung und die C-glycosidische Anbindung von Saccharid-Resten.

## Nicht-glycosylierte Flavanonole
Die häufigsten Flavanonole sind Aromadendrin, Taxifolin und Ampelopsin. Typisch für die gängigen Flavanonole ist, dass neben der Position 3 am C-Ring auch die Positionen 5 und 7 am A-Ring Hydroxygruppen tragen. Bzgl. der Substitution des B-Rings ist die Hydroxylierung der Positionen 4' (Aromadendrin), 3' und 4' (Taxifolin) bzw. 3', 4' und 5' (Ampelopsin) auch bei anderen Untergruppen der Flavonoide gängig.

Aromadendrin
Taxifolin
Ampelopsin

Auch die analogen Flavanonole ohne Hydroxygruppe am Kohlenstoffatom in Position 5 des A-Rings sind bekannt. Diese sind Garbanzol, Fustin und (+)-Dihydrorobinetin.
Von der zu Taxifolin isomeren Verbindung Dihydromorin wurden eine ganze Anzahl von C-alkylierten Derivaten gefunden. Beispielsweise sind bei Kushenol L Prenylreste an die Kohlenstoffatome in den Positionen 6 und 8 gebunden.

Garbanzol
Fustin
Dihydromorin

| Name                 | Synonym                           | CAS         | Konfig. C2, C3 | 3  | 5  | 6      | 7  | 8      | 2′ | 3′  | 4′ | 5′ | 6′ |
| -------------------- | --------------------------------- | ----------- | -------------- | -- | -- | ------ | -- | ------ | -- | --- | -- | -- | -- |
| Ampelopsin           | (+)-Dihydromyricetin              | 27200-12-0  | (2R,3R)        | OH | OH | H      | OH | H      | H  | OH  | OH | OH | H  |
| Aromadendrin         | (+)-Dihydrokaempferol             | 480-20-6    | (2R,3R)        | OH | OH | H      | OH | H      | H  | H   | OH | H  | H  |
| Dihydromorin         |                                   | 18422-83-8  | (2R,3R)        | OH | OH | H      | OH | H      | OH | H   | OH | H  | H  |
| (+)-Dihydrorobinetin | (+)-5-Deoxydihydromyricetin       | 4382-33-6   | (2R,3R)        | OH | H  | H      | OH | H      | H  | OH  | OH | OH | H  |
| Fustin               | Dihydrofisetin                    |             | (2R,3R)        | OH | H  | H      | OH | H      | H  | OH  | OH | H  | H  |
| 8-Hydroxyfustin      |                                   |             |                | OH | H  | H      | OH | OH     | H  | OH  | OH | H  | H  |
| Garbanzol            | (2R,3R)-5-Deoxy-dihydrokaempferol | 1226-22-8   | (2R,3R)        | OH | H  | H      | OH | H      | H  | H   | OH | H  | H  |
| Kushenol L           | (2R,3R)-6,8-Diprenyldihydromorin  | 101236-50-4 | (2R,3R)        | OH | OH | Prenyl | OH | Prenyl | OH | H   | OH | H  | H  |
| Pinobanksin          | (2R,3R)-Dihydrogalangin           | 548-82-3    | (2R,3R)        | OH | OH | H      | OH | H      | H  | H   | H  | H  | H  |
| Taxifolin            | (+)-Dihydroquercetin              | 480-18-2    | (2R,3R)        | OH | OH | H      | OH | H      | H  | OH  | OH | H  | H  |
| 3'-O-Methyltaxifolin | (+)-Dihydroisorhamnetin           | 55812-91-4  | (2R,3R)        | OH | OH | H      | OH | H      | H  | OMe | OH | H  | H  |

## Glycosylierte Flavanonole
| Glycosid                                                                      | Aglycon                                 | CAS        | Konfig. C2, C3 | 3   | 5  | 6 | 7   | 8 | 2′ | 3′ | 4′ | 5′ | 6′ |
| ----------------------------------------------------------------------------- | --------------------------------------- | ---------- | -------------- | --- | -- | - | --- | - | -- | -- | -- | -- | -- |
| Astilbin                                                                      | (2R,3R)-Dihydroquercetin; Taxifolin     | 29838-67-3 | (2R,3R)        | Rha | OH |   | OH  |   |    | OH | OH |    |    |
| Neoastilbin                                                                   | (2S,3S)-Dihydroquercetin                | 54081-47-9 | (2S,3S)        | Rha | OH |   | OH  |   |    | OH | OH |    |    |
| Isoastilbin                                                                   | (2R,3S)-Dihydroquercetin                | 54081-48-0 | (2R,3S)        | Rha | OH |   | OH  |   |    | OH | OH |    |    |
| Neoisoastilbin                                                                | (2S,3R)-Dihydroquercetin                |            | (2S,3R)        | Rha | OH |   | OH  |   |    | OH | OH |    |    |
| Engeletin                                                                     | (2R,3R)-Dihydrokaempferol; Aromadendrin | 572-31-6   | (2R,3R)        | Rha | OH |   | OH  |   |    |    | OH |    |    |
| Neoengeletin                                                                  | (2S,3S)-Dihydrokaempferol               | 54081-49-1 | (2S,3S)        | Rha | OH |   | OH  |   |    |    | OH |    |    |
| Isoengeletin                                                                  | (2R,3S)-Dihydrokaempferol               |            | (2R,3S)        | Rha | OH |   | OH  |   |    |    | OH |    |    |
| Neoisoengeletin                                                               | (2S,3R)-Dihydrokaempferol               |            | (2S,3R)        | Rha | OH |   | OH  |   |    |    | OH |    |    |
| Taxifolin-7-O-glucosid                                                        | (2R,3R)-Dihydroquercetin                |            | (2R,3R)        | OH  | OH |   | Glc |   |    | OH | OH |    |    |
| Legende zur Tabelle Glc = β-D-Glucopyranosyloxy, Rha = α-L-Rhamnopyranosyloxy |                                         |            |                |     |    |   |     |   |    |    |    |    |    |

Engeletin
Neoengeletin
Isoengeletin
Neoisoengeletin

## Biosynthese
Die Flavanonole werden durch Hydroxylierung der Methylengruppe in Position 3 der entsprechenden Flavanone gebildet. So entstehen aus den Flavanonen Naringenin, Eriodictyol und 3,5,7,3',4',5'-Hexahydroxyflavan-4-on die Flavanonole Aromadendrin, Taxifolin und Ampelopsin. Die Reaktion wird durch Flavanon-3-Hydroxylasen katalysiert. Die Flavanonole selbst sind Vorläufer der Flavonole, der Anthocyanidine und der Flavanole.